# Terminalichus delhiensis
Terminalichus delhiensis är en spindeldjursart som beskrevs av Maninder och Ghai 1978. Terminalichus delhiensis ingår i släktet Terminalichus och familjen Tenuipalpidae. Inga underarter finns listade i Catalogue of Life.